# Grossœuvre
Grossœuvre és un municipi francès situat al departament de l'Eure i a la regió de Normandia. L'any 2007 tenia 1.037 habitants.

## Demografia

### Població
El 2007 la població de fet de Grossœuvre era de 1.037 persones. Hi havia 382 famílies, de les quals 52 eren unipersonals (16 homes vivint sols i 36 dones vivint soles), 153 parelles sense fills, 161 parelles amb fills i 16 famílies monoparentals amb fills.
La població ha evolucionat segons el següent gràfic:
Habitants censats

### Habitatges
El 2007 hi havia 413 habitatges, 390 eren l'habitatge principal de la família, 11 eren segones residències i 12 estaven desocupats. 409 eren cases i 3 eren apartaments. Dels 390 habitatges principals, 345 estaven ocupats pels seus propietaris, 41 estaven llogats i ocupats pels llogaters i 3 estaven cedits a títol gratuït; 3 tenien una cambra, 7 en tenien dues, 28 en tenien tres, 89 en tenien quatre i 262 en tenien cinc o més. 340 habitatges disposaven pel capbaix d'una plaça de pàrquing. A 137 habitatges hi havia un automòbil i a 241 n'hi havia dos o més.

### Piràmide de població
La piràmide de població per edats i sexe el 2009 era:
| Homes | Edats   | Dones |
| ----- | ------- | ----- |
| 0     | 95 o +  | 0     |
| 0     | 90 a 94 | 0     |
| 4     | 85 a 89 | 8     |
| 4     | 80 a 84 | 8     |
| 12    | 75 a 79 | 8     |
| 16    | 70 a 74 | 16    |
| 4     | 65 a 69 | 8     |
| 32    | 60 a 64 | 16    |
| 24    | 55 a 59 | 36    |
| 64    | 50 a 54 | 60    |
| 48    | 45 a 49 | 28    |
| 32    | 40 a 44 | 52    |
| 44    | 35 a 39 | 28    |
| 44    | 30 a 34 | 44    |
| 16    | 25 a 29 | 28    |
| 20    | 20 a 24 | 4     |
| 76    | 15 a 19 | 24    |
| 40    | 10 a 14 | 28    |
| 36    | 5 a 9   | 36    |
| 24    | 0 a 4   | 20    |

## Economia
El 2007 la població en edat de treballar era de 722 persones, 558 eren actives i 164 eren inactives. De les 558 persones actives 514 estaven ocupades (270 homes i 244 dones) i 43 estaven aturades (25 homes i 18 dones). De les 164 persones inactives 73 estaven jubilades, 56 estaven estudiant i 35 estaven classificades com a «altres inactius».

### Ingressos
El 2009 a Grossœuvre hi havia 394 unitats fiscals que integraven 1.035,5 persones, la mediana anual d'ingressos fiscals per persona era de 21.043 €.

### Activitats econòmiques
Dels 47 establiments que hi havia el 2007, 1 era d'una empresa extractiva, 1 d'una empresa alimentària, 2 d'empreses de fabricació de material elèctric, 4 d'empreses de fabricació d'altres productes industrials, 13 d'empreses de construcció, 5 d'empreses de comerç i reparació d'automòbils, 1 d'una empresa de transport, 2 d'empreses d'hostatgeria i restauració, 2 d'empreses d'informació i comunicació, 3 d'empreses financeres, 3 d'empreses immobiliàries, 6 d'empreses de serveis i 4 d'empreses classificades com a «altres activitats de serveis».
Dels 18 establiments de servei als particulars que hi havia el 2009, 2 eren tallers de reparació d'automòbils i de material agrícola, 3 guixaires pintors, 3 fusteries, 2 lampisteries, 3 electricistes, 3 perruqueries, 1 restaurant i 1 agència immobiliària.
L'únic establiment comercial que hi havia el 2009 era una botiga de roba.
L'any 2000 a Grossœuvre hi havia 11 explotacions agrícoles.

## Equipaments sanitaris i escolars
El 2009 hi havia una escola elemental.

## Poblacions més properes
El següent diagrama mostra les poblacions més properes.